# Liste der Baudenkmäler im Ostviertel (Essen)
Die Liste der Baudenkmäler im Ostviertel (Essen) enthält die denkmalgeschützten Bauwerke auf dem Gebiet von Essen-Ostviertel, Stadtbezirk I, in Nordrhein-Westfalen (Stand: Januar 2016). Diese Baudenkmäler sind in der Denkmalliste der Stadt Essen eingetragen; Grundlage für die Aufnahme ist das Denkmalschutzgesetz Nordrhein-Westfalen (DSchG NRW).

| Bild                                               | Bezeichnung                                        | Lage | Beschreibung | Bauzeit   | Eingetragen seit   | Denkmal- nummer |
| -------------------------------------------------- | -------------------------------------------------- | --- | --- | --------- | ------------------ | --------------- |
| Verwaltungsgebäude der ehemaligen Zeche Graf Beust | Verwaltungsgebäude der ehemaligen Zeche Graf Beust | Beuststraße 53 / Lysegang 11 Karte                                                                                              | 1989 entkernt, saniert und umgenutzt; Nur die weitgehend original erhaltenen Fassaden stehen unter Denkmalschutz. | 1922–1926 | 27. April 1995     | 845             |
| weitere Bilder                                     | Hochbunker Eiserne Hand                            | Eiserne Hand 43 Karte | im Rahmen des im Oktober 1940 angeordneten reichsweiten Führer-Sofortprogramms für den Luftschutz errichtet, mit neuer ABC-Schutzbelüftungsanlage für den Zivilschutz zuletzt 1983 modernisiert | 1940–1941 | 11. September 2012 | 962             |
| Kriegsgräberstätte der ehemaligen Zeche Graf Beust | Kriegsgräberstätte der ehemaligen Zeche Graf Beust | Gerlingstraße, auf dem Flurstück Eiserne Hand 45 (Städtische Feuerwehr, Wache Mitte), Zugang jedoch von der Gerlingstraße Karte | an einem Luftschutzstollen, in dem bei einem Luftangriff 1944 auf die Stadt 99 sowjetische Kriegsgefangene und ein deutscher Unteroffizier umkamen | 1963–1964 | 26. August 2008    | 951             |
| ehemalige Maschinenbauschule                       | ehemalige Maschinenbauschule                       | Schützenbahn 70 Karte | errichtet durch die Stadt Essen nach Entwurf von Stadtbauinspektor Eduard Spoelgen für die Königliche Maschinenbauschule Essen; 2008 grundlegend saniert | 1909–1911 | 14. Mai 1988       | 331             |
| Gebäude des ehemaligen städtischen Leihamts        | Gebäude des ehemaligen städtischen Leihamts        | Söllingstraße 13–15 Karte | 1921 als städtisches Leihamt nach Plänen der Architekten Oskar Kunhenn und Max Büssing errichtet und im weiteren Verlauf von verschiedenen Dienststellen der Stadt Essen sowie zuletzt noch als Lagerstandort genutzt; heute leerstehend; Generalsanierung durch die Stadt ist in Planung, künftige Nutzung unklar | 1921      | 23. November 1989  | 472             |